# Weyregg am Attersee

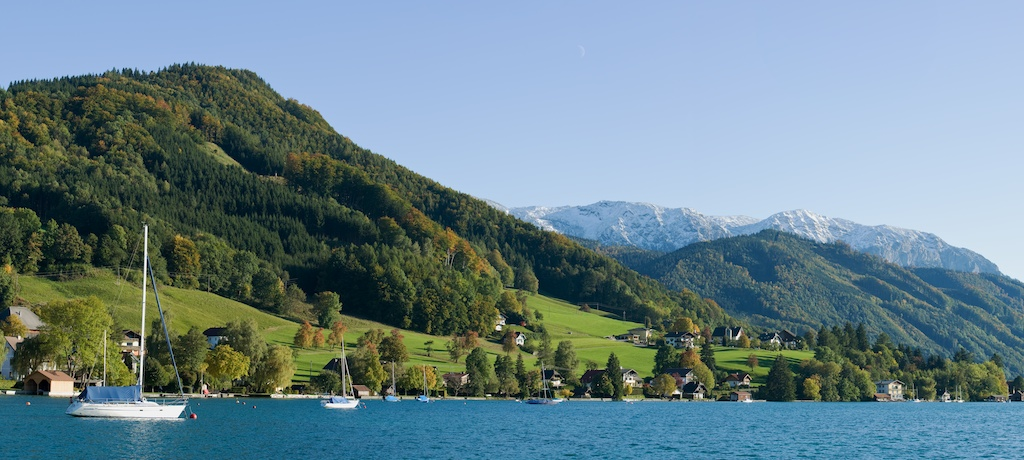
Blick vom Attersee auf Weyregg und Höllengebirge

Weyregg am Attersee ist eine Gemeinde in Oberösterreich im Bezirk Vöcklabruck im Hausruckviertel mit 1634 Einwohnern (Stand 1. Jänner 2024). Der zuständige Gerichtsbezirk ist Vöcklabruck.

## Geografie
Weyregg am Attersee liegt auf 482 m Höhe im Hausruckviertel am Attersee. Die Ausdehnung beträgt von Nord nach Süd 9,6 km, von West nach Ost 7,9 km.  Die Gesamtfläche beträgt 54,6 km². Davon sind 65 % bewaldet, 12 % werden landwirtschaftlich genutzt und 20 % entfallen auf den Attersee.
Der im Ort liegende „letzte nahezu unverbaute Schwemmkegel am Ostufer“ des Attersees wird von der Naturschutzbehörde geschützt und der angesuchte Bau einer Marina mit Bootshafen in der Uferschutzzone 2016 verboten.

### Gemeindegliederung
Das Gemeindegebiet umfasst folgende Ortschaften (in Klammern Einwohnerzahl Stand 1. Jänner 2024):
- Alexenau (48)
- Bach (250)
- Gahberg (75)
- Miglberg (87)
- Reichholz (174)
- Seeberg (25)
- Steinwand (90)
- Weyregg am Attersee (885)

### Nachbargemeinden
| Attersee am Attersee | Schörfling am Attersee                      | Aurach am Hongar |
|                      | Kompassrose, die auf Nachbargemeinden zeigt | Altmünster (GM)  |
| Nußdorf am Attersee  | Steinbach am Attersee                       |                  |

## Geschichte
Während der Römerzeit stand im Bereich der heutigen Römergasse eine luxuriöse villa rustica.
Ursprünglich im Ostteil des Herzogtums Bayern liegend, gehörte der Ort seit dem 12. Jahrhundert zum Herzogtum Österreich. Seit 1490 wird er dem Fürstentum Österreich ob der Enns zugerechnet.
Während der Napoleonischen Kriege war der Ort mehrfach besetzt.
Seit 1918 gehört der Ort zum Bundesland Oberösterreich. Nach dem „Anschluss“ Österreichs an das Deutsche Reich am 13. März 1938 gehörte der Ort zum Gau Oberdonau. Nach 1945 erfolgte die Wiederherstellung Oberösterreichs.

## Kultur und Sehenswürdigkeiten
- Siehe auch: Liste der denkmalgeschützten Objekte in Weyregg am Attersee

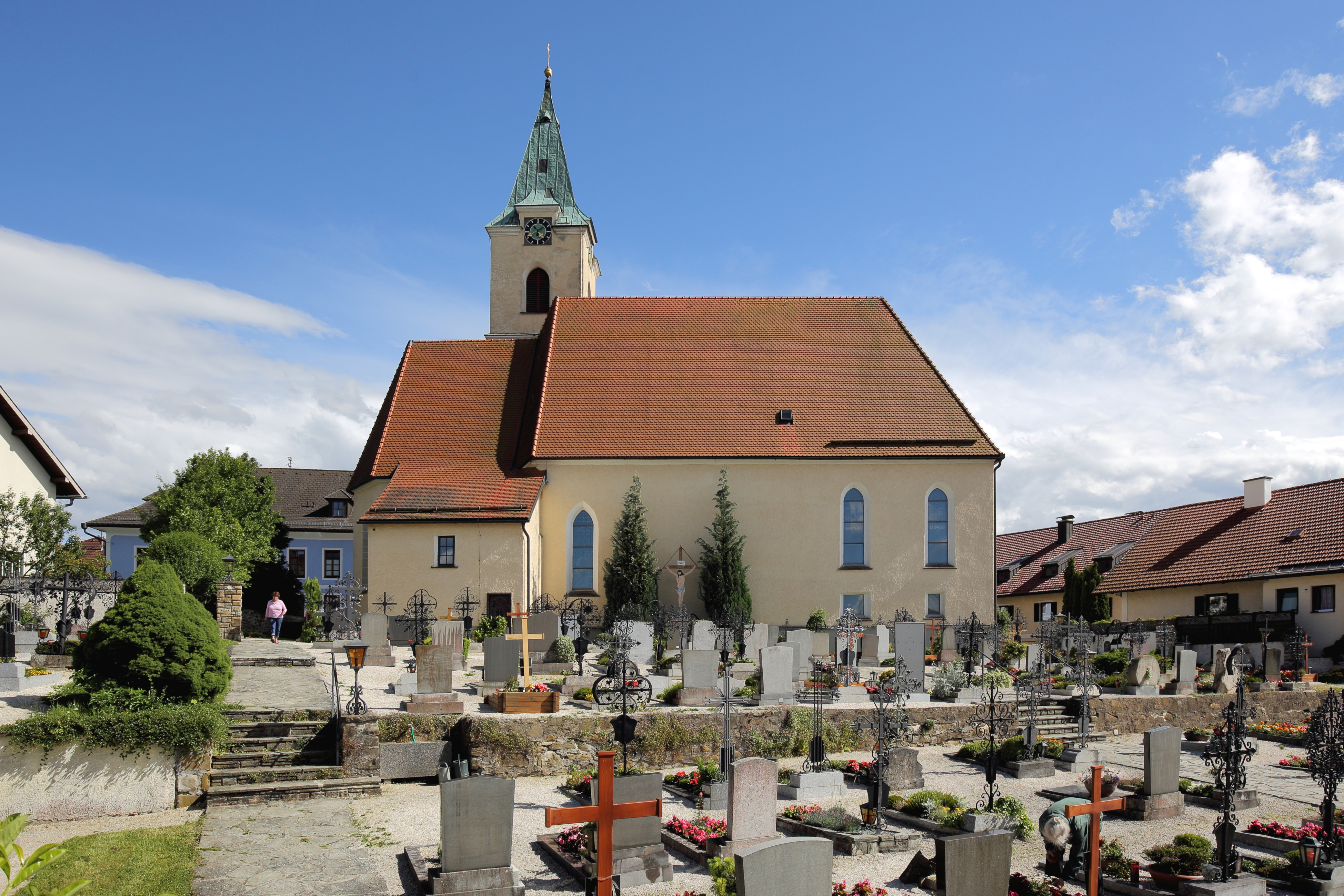
Pfarrkirche Weyregg am Attersee

- Katholische Pfarrkirche Weyregg am Attersee hl. Valentin

## Wirtschaft und Infrastruktur
Weyregg ist aufgrund seiner Lage in der Ferienregion Attersee touristisch ausgerichtet, Feriengästen wird Segeln, Surfen, Paragleiten, Wandern, Mountainbiken, Golf und Tauchen angeboten.
Die meisten Arbeitsstätten in Weyregg befinden sich folglich im Beherbergungs- und Gaststättenwesen. Den zweiten Platz nehmen trotz eines starken Rückganges in den letzten Jahren die landwirtschaftlichen Vollerwerbs- und Nebenerwerbsbetriebe ein. Im verarbeitenden Gewerbe sind zehn Unternehmen tätig, im Handels- und Dienstleistungsbereich knapp 30 Betriebe.
Weil im Zuge des Füttern von Schwänen diese sich vermehrt auch bei Anwesenheit von Badegästen an Badestränden und auf Liegewiesen eingefunden haben, wurde im August 2020 im Gemeinderat ein Fütterungsverbot in einem Abschnitt des Ufers angeordnet, der auch das Strandbad mit einschließt.

### Sport
Weyregg hat keine eigene Fußballmannschaft mehr. Auf dem ca. 800 Meter hohen Wachtberg konnte man bis 2024 den alpinen Skisport ausüben, danach wurden die Lifte wegen der schneearmen Winter abgebaut. Der Attersee-Golfclub Weyregg betreibt einen 9-Loch-Platz in der Gemeinde. Weyregg ist ebenso ein beliebtes Ziel für Taucher und verfügt als einziger Ort am Attersee über zwei Tauchbasen.

## Politik
Der Gemeinderat hat 19 Mitglieder.

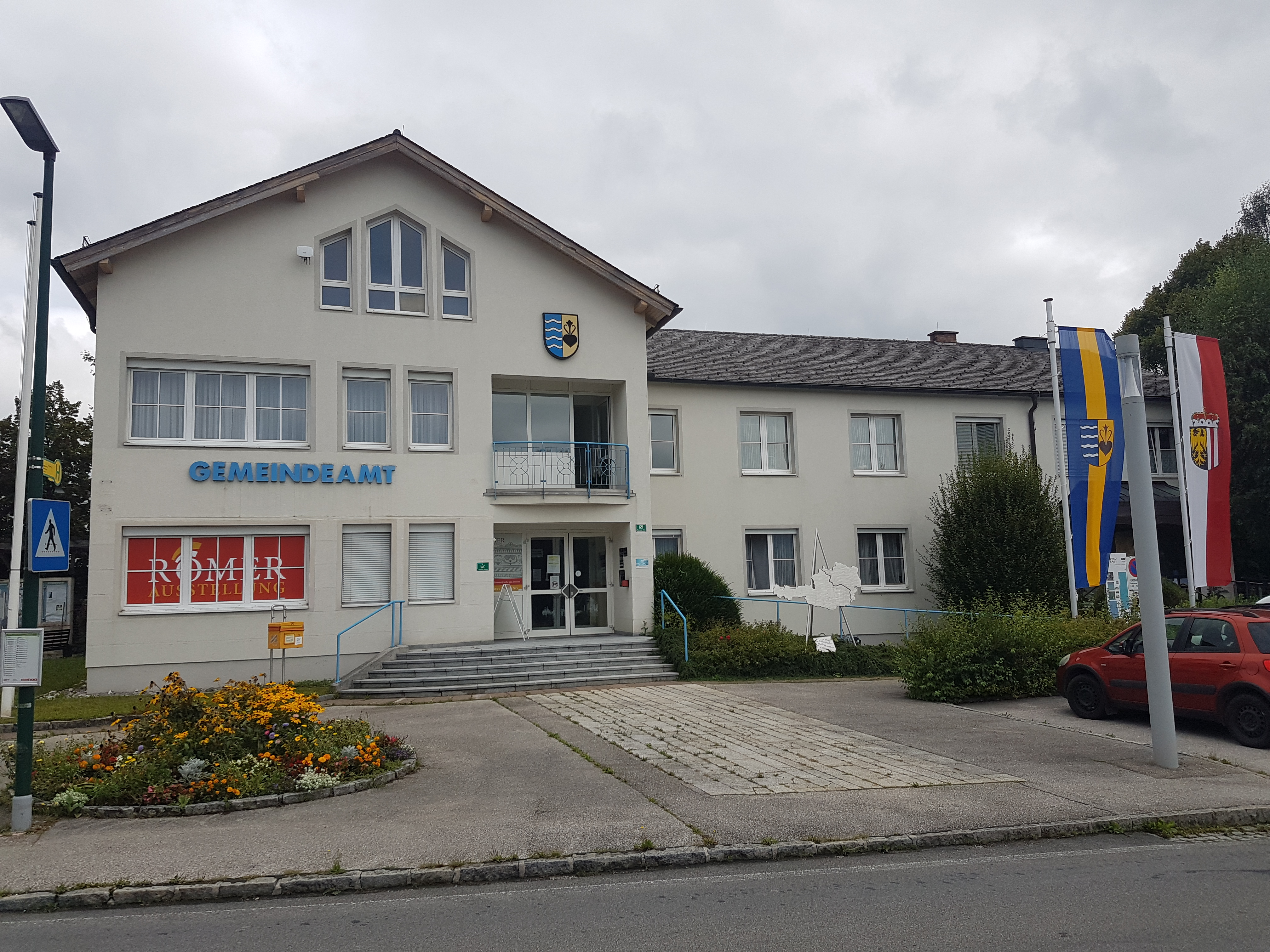
Gemeindeamt von Weyregg am Attersee

- Mit den Gemeinderats- und Bürgermeisterwahlen in Oberösterreich 1997 hatte der Gemeinderat folgende Verteilung: 6 ÖVP, 6 SPÖ, 4 WBF und 3 FPÖ.
- Mit den Gemeinderats- und Bürgermeisterwahlen in Oberösterreich 2003 hatte der Gemeinderat folgende Verteilung: 7 ÖVP, 6 SPÖ, 4 WBF und 2 FPÖ.
- Mit den Gemeinderats- und Bürgermeisterwahlen in Oberösterreich 2009 hatte der Gemeinderat folgende Verteilung: 8 ÖVP, 6 SPÖ, 3 FPÖ und 2 WBF.
- Mit den Gemeinderats- und Bürgermeisterwahlen in Oberösterreich 2015 hatte der Gemeinderat folgende Verteilung: 7 ÖVP, 5 SPÖ, 4 FPÖ und 3 WBF.
- Mit den Gemeinderats- und Bürgermeisterwahlen in Oberösterreich 2021 hat der Gemeinderat folgende Verteilung: 10 ÖVP, 7 LFW und 2 GRÜNE.[9]

### Bürgermeister
Bürgermeister seit 1850 waren:
- 1850–1858 Franz Hufnagl
- 1858–1861 Mathias Renner
- 1861–1867 Franz Hufnagl
- 1867–1870 Michael Mayrhauser
- 1870–1873 Michael Schmidfell
- 1873–1876 Andrä Mayer
- 1876–1879 Johann Gebhart
- 1879–1882 Felix Pichler
- 1882–1885 Franz Hufnagl
- 1885–1895 Johann Mayrhauser
- 1895–1898 Andreas Aigner
- 1898–1901 Franz Gebetsroither
- 1901–1904 Johann Untersberger
- 1904–1910 Mathias Hufnagl
- 1910–1913 Johann Untersberger
- 1913–1919 Andreas Mayr
- 1919–1924 Martin Eichhorn
- 1924–1929 Max Schneeweis
- 1929–1942 Franz Gebetsroither
- 1942–1945 Rudolf Novotny
- 1945–1948 Franz Neubauer
- 1948–1951 Josef Schimpl
- 1951–1954 Josef Stallinger
- 1954–1956 Franz Gebetsroither
- 1956–1958 Matthias Rauchenzauner
- 1958–1967 Wilhelm Raudaschl
- 1967–1985 Matthias Rauchenzauner
- 1985–1997 Günther Bracher
- 1997–2009 Hermann Staudinger
- 2009–2021 Klaus Gerzer (SPÖ)
- seit 2021 Michael Josef Stur (ÖVP)

### Wappen
Blasonierung: Gespalten; rechts in Blau vier silberne Wellenleisten die den Attersee symbolisieren, links in Gold ein schwarzes, gestürztes Efeublatt, aus dem zwei stilisierte Ranken und in der Mitte eine Blüte hervorwachsen. Die Gemeindefarben sind Blau-Gelb-Blau.
Das Wappen wurde aufgrund eines von der Gemeinde Weyregg ausgeschriebenen Ideenwettbewerbes ausgewählt und 1972 von der  oberösterreichischen Landesregierung verliehen. Es verweist mit den Wellen auf die Lage am Attersee und zeigt mit dem Efeublatt mit Ranken ein Motiv aus dem Fußbodenmosaik einer römischen Villa, die 1971 beim Straßenbau freigelegt wurde.

## Persönlichkeiten
- Hans Schmid (1920–2010), Geodät und Professor an den Technischen Hochschulen Graz und Wien, starb hier